# Tilläggsisolering

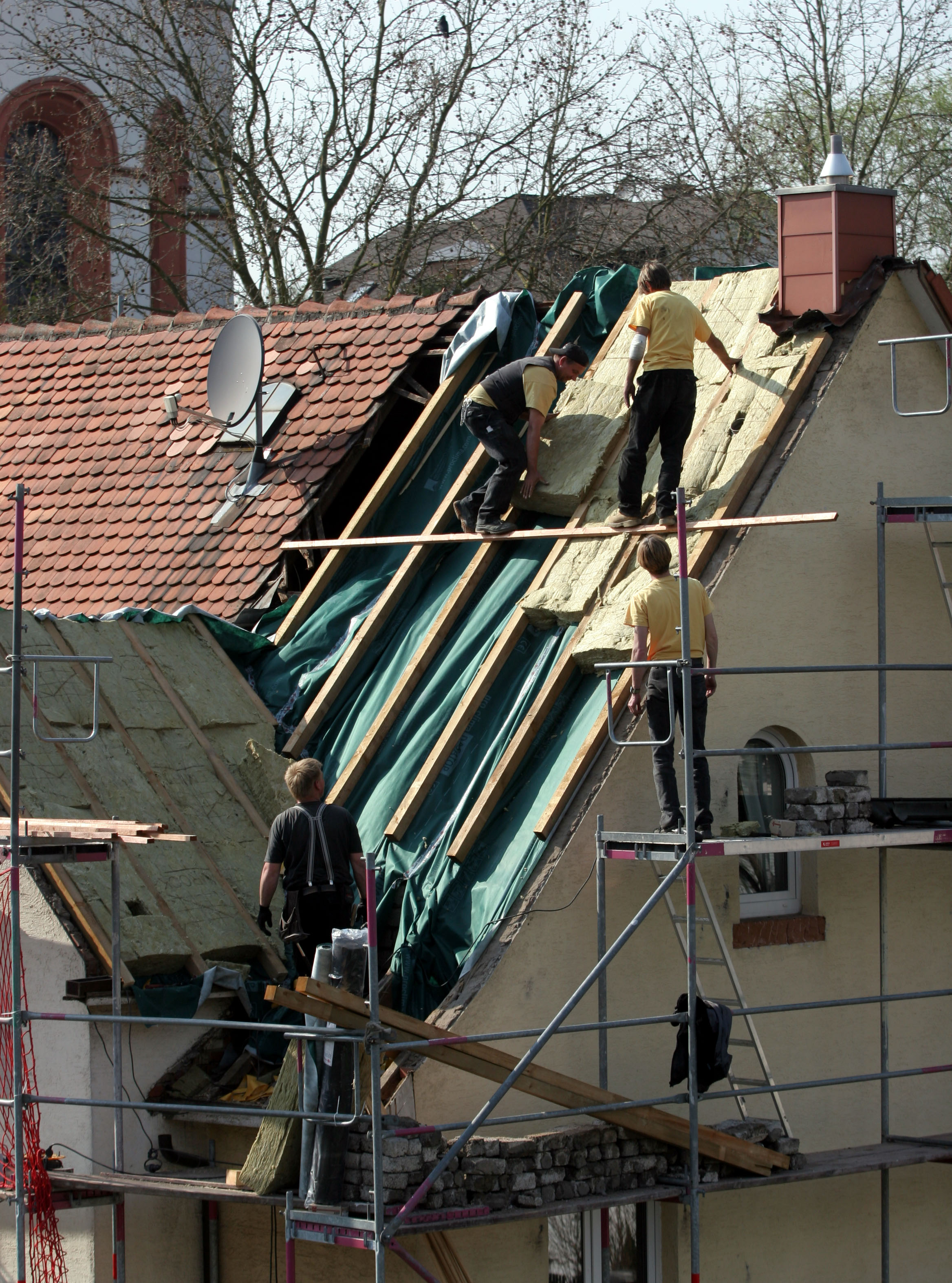

Tilläggsisolering syftar oftast på värmeisolering av byggnaders klimatskal och innebär att man lägger ett nytt lager isolering på klimatskalet. Vanligtvis tilläggsisolerar man vindsbjälklag (eller tak om det finns en s.k. varmvind) och ytterväggar men även golvbjälklag. Syftet är förstås att minska värmeförlusten genom byggnadens klimatskal och därmed även minska behovet av uppvärmning. Detta, i sin tur, innebär att byggnadens värmekostnader samt miljöpåverkan minskar.
De tekniska möjligheterna för tilläggsisolering är beroende av byggnadens utformning, till exempel om utrymme för mer isolering finns ovanpå vindsbjälklaget eller om ytterväggarnas konstruktion är lämplig för att fästa ny isolering i. Exempel på tilläggsisolering av vindsbjälklag är att man sprutar på ett lager lösull ovanpå den befintliga isoleringen (givet att den befintliga inte är skadad eller möglig, i så fall ersätter man den). Exempel på tilläggsisolering av ytterväggar är att fästa reglar i den befintliga fasaden, fylla på med isolerplattor mellan reglarna och sedan fästa den nya fasaden i reglarna utanpå isoleringen, med ett vindskydd mellan den nya fasaden och den nya isoleringen.